# 中華民國陸軍教育訓練暨準則發展指揮部
陸軍教育訓練暨準則發展指揮部，簡稱陸軍教準部，為中華民國陸軍最高教育訓練機關，為國防部陸軍司令部下轄機關，於1956年成立。

## 簡表
- 1956年，於臺北圓山成立陸軍計畫研究委員會。

- 1957年，改編為陸軍作戰計畫委員會。

- 1960年，納編陸軍研究發展委員會，並更名為陸軍作戰研究督察委員會。

- 1964年，移編陸軍作戰發展司令部。

- 1966年，復制為陸軍作戰研究督察委員會。

- 1997年，改編為陸軍教育訓練暨準則發展委員會。

- 1999年，改編為陸軍戰法暨準則發展委員會。

- 2004年，改編為陸軍教育訓練暨準則發展司令部。

- 2005年，改編為陸軍教育訓練暨準則發展指揮部，延續迄今。[2]

- 2023年10月，航特部所屬谷關特戰訓練中心、屏東空降訓練中心以及陸軍後勤訓練中心，移編教育訓練暨準則發展指揮部[3]

## 歷任首長
| 任期時間                      | 圖片 | 姓名   | 軍種軍階 | 期別   | 備註                                                                                     |
| ----------------------------- | ---- | ------ | -------- | ------ | ---------------------------------------------------------------------------------------- |
| 1999年－2000年4月30日         |      | 王繩果 | 陸軍中將 | 34期   |                                                                                          |
| 2000年5月1日－2002年6月30日   |      | 胡筑生 | 陸軍中將 | 40期   |                                                                                          |
| 2002年7月1日－2004年5月31日   |      | 楊天嘯 | 陸軍中將 | 41期   | 後晉升二級上將出任國防部總政戰局長、陸軍司令                                             |
| 2004年6月1日－2005年5月31日   |      | 陸小榮 | 陸軍中將 | 43期   |                                                                                          |
| 2005年6月1日－2007年6月30日   |      | 吳斯懷 | 陸軍中將 | 43期   | 曾任國民黨不分區立委2020-2024/1                                                          |
| 2007年7月1日－2008年2月29日   |      | 李翔宙 | 陸軍中將 | 43期   | 後晉升二級上將並出任副參謀總長、陸軍司令、國防部副部長、國安局長；退伍後，曾任退輔會主委 |
| 2008年3月1日－2010年9月30日   |      | 劉鴻鳴 | 陸軍中將 | 42期   |                                                                                          |
| 2010年10月1日－2013年6月30日  |      | 王興尉 | 陸軍中將 | 46期   | 曾任退輔會欣欣客運公司及大南汽車公司及董事長                                             |
| 2013年7月1日－2014年7月31日   |      | 傅永茂 | 陸軍中將 | 47期   | 主動提前退伍，轉入政壇；曾任柯文哲市府臺北市政府兵役局局長                               |
| 2014年8月1日－2015年2月28日   |      | 陳泉官 | 陸軍中將 | 48期   | 曾任退輔會欣隆天然氣公司董事長                                                           |
| 2015年3月1日－2015年7月31日   |      | 何安繼 | 陸軍中將 | 49期   | 曾任退輔會欣中天然氣公司總經理                                                           |
| 2015年8月1日－2016年11月30日  |      | 葛弘俊 | 陸軍中將 | 48期   | 曾任退輔會欣屏天然氣公司董事長                                                           |
| 2016年12月1日－2017年6月30日  |      | 全子瑞 | 陸軍中將 | 51期   | 現任陸軍軍官學校校友基金會執行長                                                         |
| 2017年7月1日－2017年7月31日   |      | 黃明誠 | 陸軍少將 | 54期   | 副指揮官代理                                                                             |
| 2017年8月1日－2018年8月31日   |      | 王興禮 | 陸軍中將 | 54期   | 官至副參謀總長                                                                           |
| 2018年12月16日－2019年6月30日 |      | 賀政   | 陸軍中將 | 54期   | 官至陸軍副司令                                                                           |
| 2019年7月1日－2019年11月30日  |      | 傅正誠 | 陸軍中將 | 54期   | 官至全動署後備指揮部指揮官，現任退輔會副主委                                             |
| 2019年12月1日－2022年2月15日  |      | 楊海明 | 陸軍中將 | 55期   | 官至副參謀總長                                                                           |
| 2022年3月1日－2023年10月31日  |      | 羅德民 | 陸軍中將 | 55期   | 官至陸軍副司令                                                                           |
| 2023年11月1日-2024年8月31日   |      | 葉國輝 | 陸軍中將 | 57期   | 自六軍團指揮官調任 調任國防大學副校長                                                    |
| 2024年9 月1日-現任            |      | 俞文鎮 | 陸軍中將 | 專11期 | 原花東防衛指揮部指揮官調任                                                               |

## 指揮管轄
- 陸軍教育訓練暨準則發展指揮部
指揮官 一位 中將
副指揮官 一位 少將
參謀長 一位 上校
副參謀長 一位 上校
政戰主任 一位 上校
政戰副主任
士官督導長 一位 一等士官長 
內部單位
  - 行政綜合處
  - 作戰模擬處
  - 作戰研發處
  - 準則研發處
  - 教育訓練處
  - 主計處

編配單位
  - 陸軍部隊訓練北區聯合測考中心（駐臺灣省新竹縣湖口鄉） ——「捷豹部隊」[5]
  - 陸軍部隊訓練南區聯合測考中心（駐臺灣臺南市白河區）——「潼關部隊」[6]
  - 陸軍砲兵部隊測考中心（駐臺灣省雲林縣斗六市）——「精訓部隊」
  - 陸軍步兵訓練指揮部（駐臺灣高雄市鳳山區）——「金湯部隊」
  - 陸軍裝甲兵訓練指揮部（駐臺灣省新竹縣湖口鄉）——「精是部隊」
  - 陸軍砲兵訓練指揮部（駐臺灣臺南市永康區）——「湯山部隊」
  - 陸軍化生放核訓練中心（駐臺灣桃園市八德區）——「花崗部隊」[7]
  - 陸軍工兵訓練中心（駐臺灣高雄市燕巢區）——「金陵部隊」
  - 陸軍通信電子資訊訓練中心兼陸軍通信兵部隊測考中心（駐臺灣桃園市平鎮區）——「虎嶺部隊」
  - 陸軍後勤訓練中心（駐臺灣桃園市平鎮區）——「漢陽部隊」
  - 陸軍空降訓練中心（駐臺灣省屏東縣屏東市）——「大聖西營區、大武部隊」
  - 陸軍特戰訓練中心（駐臺灣臺中市和平區）——「麗陽營區」
  - 陸軍無人機訓練中心（駐臺灣臺南市白河區）